# New Trier High School

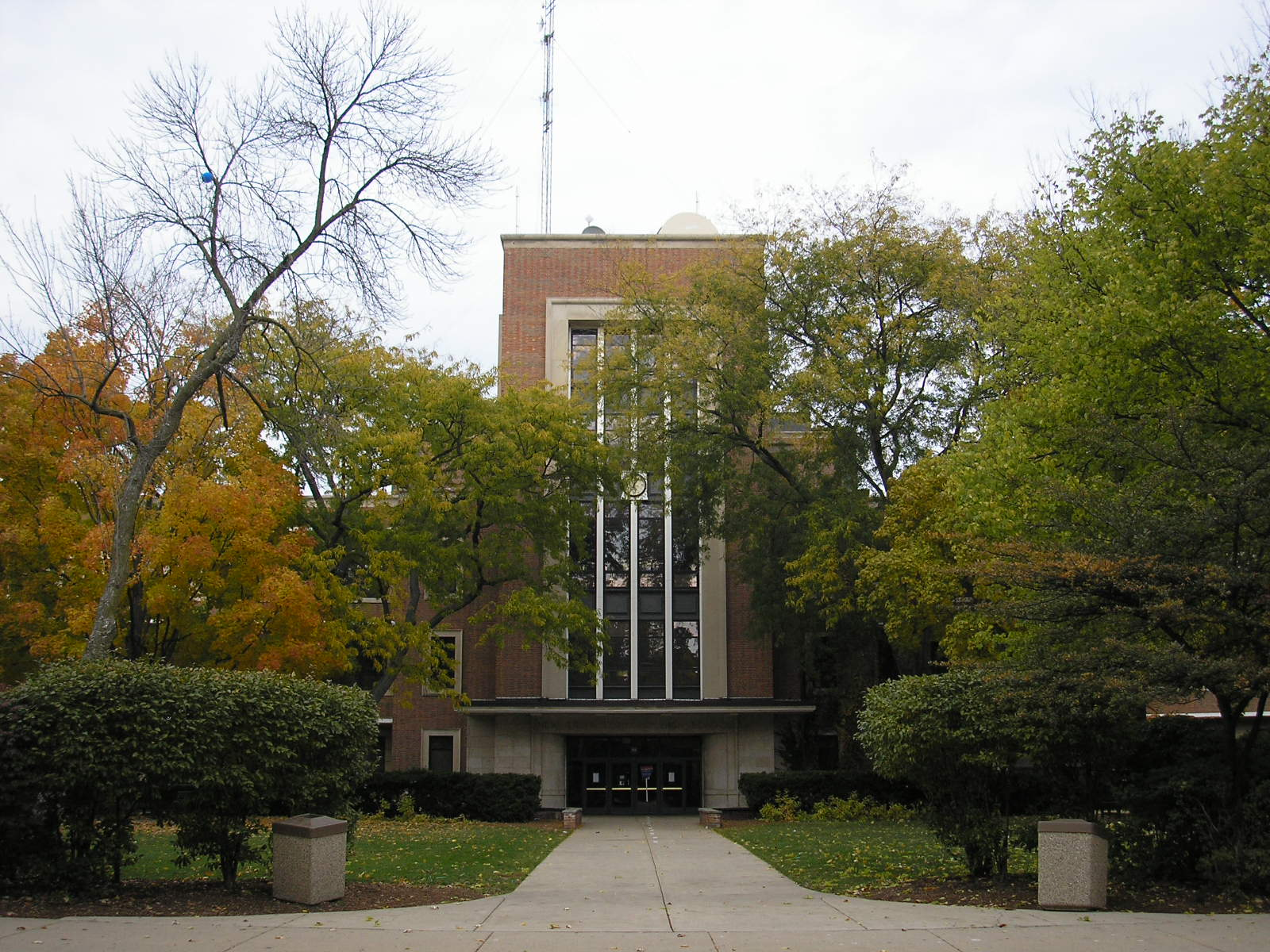
Winnetka campus

New Trier High School (também conhecida por New Trier Township High School ou pela sigla NTHS) é uma instituição de ensino colegial pública estadunidense, cujo maior campus situa-se em Winnetka, estado de Illinois. Fundada em 1901.
Parte do campus situa-se em Northfield (famosa por ter sido a locação do filme adolescente da década de 1980, Curtindo a Vida Adoidado) onde está sediada a administração, e também com unidades em Kenilworth, Wilmette, Glencoe, Glenview e em Northbrook, todas nos subúrbios de Chicago, a cuja região norte a instituição também atende.
O nome homenageia a cidade alemã de Trier, e seu logotipo traz a Porta Nigra, símbolo daquela cidade.